# Polyonax
Polyonax és un gènere de dinosaure ceratòpsid del Maastrichtià superior (Cretaci superior). Les seves restes fòssils es van trobar a la formació de Denver a Colorado, Estats Units. Aquest gènere es va establir a partir d'uns pocs fòssils, avui en dia es considera nom dubtós.